# Balangero
Balangero (Balangèro, /balanˈʤɛro/; Balangé in piemontese) è un comune italiano di 3 052 abitanti della città metropolitana di Torino in Piemonte.

## Geografia fisica
Balangero è situato a nord-ovest di Torino. Si trova all'imbocco delle Valli di Lanzo; il territorio comunale è attraversato da ovest ad est dal rio Banna, un affluente del Malone.

## Storia
Per circa 80 anni, nel territorio di questo comune e in quello del confinante Corio è stata attiva una cava d'amianto. Con un progetto della Regione Piemonte si pensa di inserire nel sito una centrale elettrica con pannelli fotovoltaici.

### Simboli
Lo stemma e il gonfalone sono stati concessi con decreto del presidente della Repubblica del 30 agosto 2000.
Stemma
La torre rappresenta l'antico castello del X secolo e le due palle di cannone infisse nella sua muratura ricordano che qui, per la prima volta in Italia, venne impiegata l'artiglieria durante un assedio. Nel capo sono riprodotti i blasoni delle principali famiglie feudatarie di Balangero: la croce dei Savoia che dominarono a partire dal 1356; l'aquila coronata d'oro in campo azzurro è l'emblema dei visconti di Baratonia di cui Balangero fu feudo per oltre due secoli.
Gonfalone

## Monumenti e luoghi d'interesse
- Chiesa parrocchiale di San Giacomo il Maggiore
- Resti del castello medievale

## Società

### Evoluzione demografica
Abitanti censiti

### Etnie e minoranze straniere
Secondo i dati Istat al 31 dicembre 2017, i cittadini stranieri residenti a Balangero sono 143, così suddivisi per nazionalità, elencando per le presenze più significative:
1. Romania, 102

## Amministrazione
Il municipio ha avuto in passato sede nell'omonima piazza Municipio in un edificio che ospita oggi la Pro Loco. La sede comunale è stata infatti trasferita nel 1966 presso villa Copperi, progettata e costruita a fine Ottocento da Giuseppe Copperi, che fu sindaco di Balangero tra il 1904 e il 1919.
| Periodo | Periodo   | Primo cittadino       | Partito      | Carica  | Note       |
| ------- | --------- | --------------------- | ------------ | ------- | ---------- |
| 2007    | 2012      | Piero Domenico Bonino | lista civica | Sindaco |            |
| 2012    | 2017      | Piero Domenico Bonino | lista civica | Sindaco | II mandato |
| 2017    | in carica | Franco Romeo          | lista civica | Sindaco |            |

### Altre informazioni amministrative
Balangero fa parte dell'Unione dei Comuni montani delle Valli di Lanzo, Ceronda e Casternone, ex Comunità montana Valli di Lanzo, Ceronda e Casternone.